# Vaarasaari (ö i Södra Savolax)
Vaarasaari är en ö i Finland. Den ligger i sjön Pyyvesi och i kommunen Nyslott i  landskapet Södra Savolax, i den sydöstra delen av landet, 300 km nordost om huvudstaden Helsingfors. Öns area är 8,5 hektar och dess största längd är 0,6 kilometer i öst-västlig riktning.